# 特奥菲洛·史蒂文森
特奥菲洛·史蒂文森（西班牙語：Teófilo Stevenson，1952年3月29日—2012年6月11日），古巴男子拳击运动员。他曾代表古巴参加1972年、1976年和1980年夏季奥林匹克运动会拳击比赛，获得三枚金牌。